# 伊丹市
伊丹市（日语：／ Itami shi */?）是位於日本兵庫縣東南部的城市，屬於大阪市的衛星城市，距離大阪市市中心僅約10公里距離。豬名川流經市內東部、武庫川則流經西邊，全市大部分區域皆平坦。JR西日本的福知山線以南北方向通過市區，阪急伊丹線也從南面通往市中心。因大阪國際機場的大部份區域位于該市轄區內，機場也被通稱為「伊丹機場」。當地主要產業包括園藝及釀酒。

## 人口
| 伊丹市人口分布圖 |                                               |  |
| 伊丹市與日本全國年齡別人口分布比較圖 （2005年資料） | 伊丹市的年齡、男女別人口分布圖 （2005年資料） |  |
| ■紫色是伊丹市 ■綠色是全国 | ■藍色是男性 ■紅色是女性                       |  |
| 伊丹市人口變化 \| 1970年 \| 153,763人 \| \| \| 1975年 \| 171,978人 \| \| \| 1980年 \| 178,228人 \| \| \| 1985年 \| 182,731人 \| \| \| 1990年 \| 186,134人 \| \| \| 1995年 \| 188,431人 \| \| \| 2000年 \| 192,159人 \| \| \| 2005年 \| 192,250人 \| \| \| 2010年 \| 196,127人 \| \| \| 2015年 \| 196,883人 \| \| \| 2020年 \| 198,138人 \| \| |                                               |  |
| 資料來源：日本總務省統計中心提供之人口普查數據 |                                               |  |
| 1970年 | 153,763人                                     |  |
| 1975年 | 171,978人                                     |  |
| 1980年 | 178,228人                                     |  |
| 1985年 | 182,731人                                     |  |
| 1990年 | 186,134人                                     |  |
| 1995年 | 188,431人                                     |  |
| 2000年 | 192,159人                                     |  |
| 2005年 | 192,250人                                     |  |
| 2010年 | 196,127人                                     |  |
| 2015年 | 196,883人                                     |  |
| 2020年 | 198,138人                                     |  |

## 歷史
在鎌倉時代屬於攝關家領地，並交由伊丹氏治理，到戰國時代伊丹氏在此築有伊丹城，並支配攝津國約三分之一的範圍。
戰國時代末期，成為織田信長家臣荒木村重的領地，並在重整伊丹城後將之改名為「有岡城」，由於荒木村重的謀反，本地爆發了有岡城之戰，黑田孝高也因此被囚於此長達一年。在此役結束後，有岡城被廢除不再使用。
江戶時代後成為攝關家近衛家的領地，此地的酿酒業開始發展；直到明治維新1870年實施廢藩置縣後，被併入新設的兵庫縣。1889年日本實施町村制，設立了伊丹町，隸屬川邊郡，1940年伊丹町和相鄰的稻野村合併為伊丹市，1947年再將神津村併入，形成現在的伊丹市的範圍。

### 變遷表
| 1889年4月1日 | 1889年-1926年 | 1926年-1944年         | 1944年-1954年           | 1954年-1989年 | 1989年-現在 | 現在   |
| ------------ | ------------- | --------------------- | ----------------------- | ------------- | ----------- | ------ |
| 伊丹町       | 伊丹町        | 1940年11月10日 伊丹市 | 1940年11月10日 伊丹市   | 伊丹市        | 伊丹市      | 伊丹市 |
| 稻野村       |               | 1940年11月10日 伊丹市 | 1940年11月10日 伊丹市   | 伊丹市        | 伊丹市      | 伊丹市 |
| 神津村       | 神津村        | 神津村                | 1947年3月1日 併入伊丹市 | 伊丹市        | 伊丹市      | 伊丹市 |

## 交通

### 機場
大阪國際機場的大部分區域都位在伊丹市轄區內，因此一般也被通稱為「伊丹機場」。1994年关西国际机场啟用後，國際航線轉移至關西國際機場，此機場以日本國內線為主。

### 鐵路
- 西日本旅客鐵道（JR西日本）
  - 福知山線（JR寶塚線）：（←川西市） - 北伊丹車站 - 伊丹車站 - （尼崎市）
  - 山陽新幹線：路線通過南部轄區，但未設置車站。
- 阪急電鐵
  - 伊丹線：伊丹車站 - 新伊丹車站 - 稻野車站- （尼崎市）

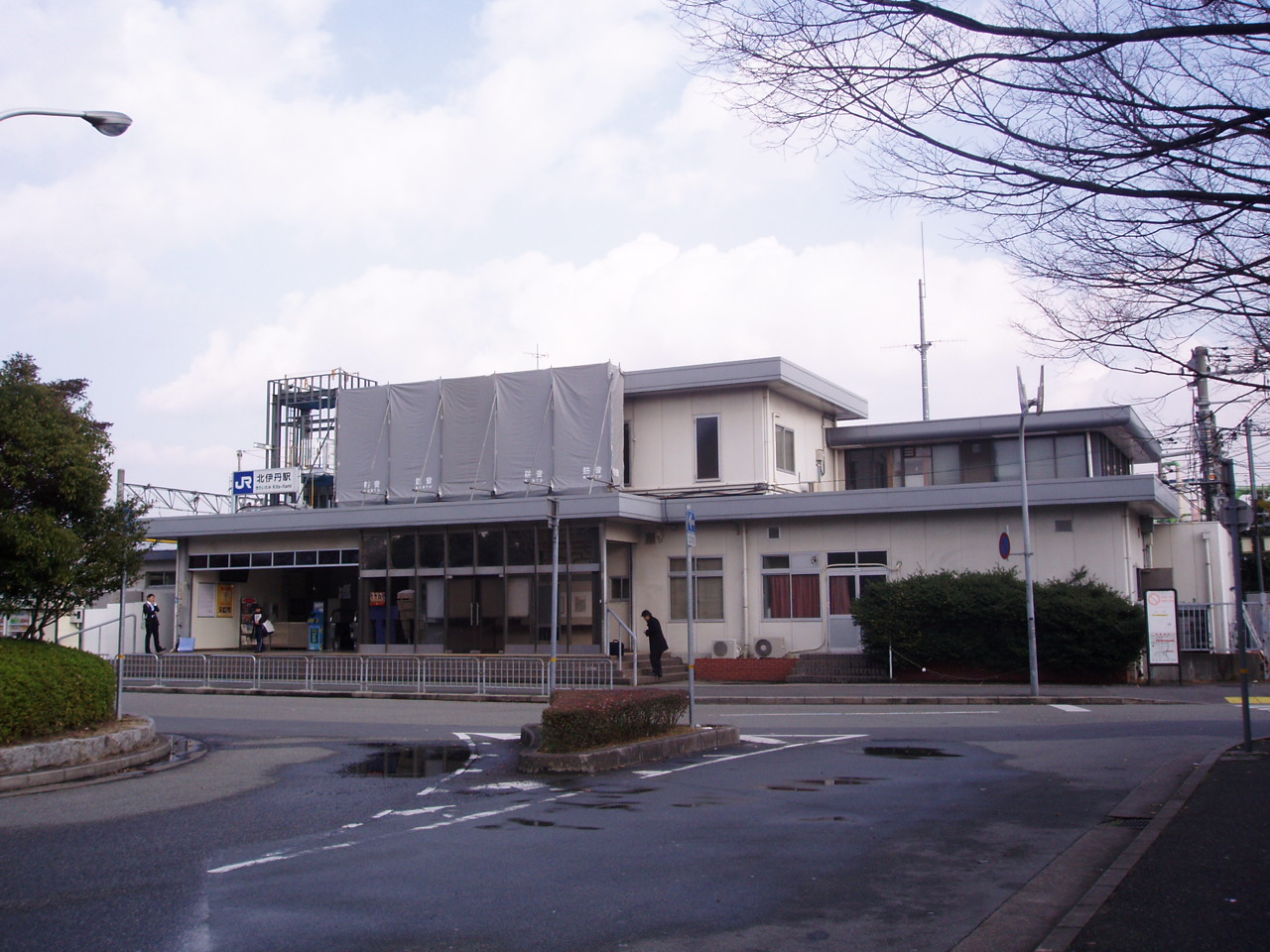
JR北伊丹車站
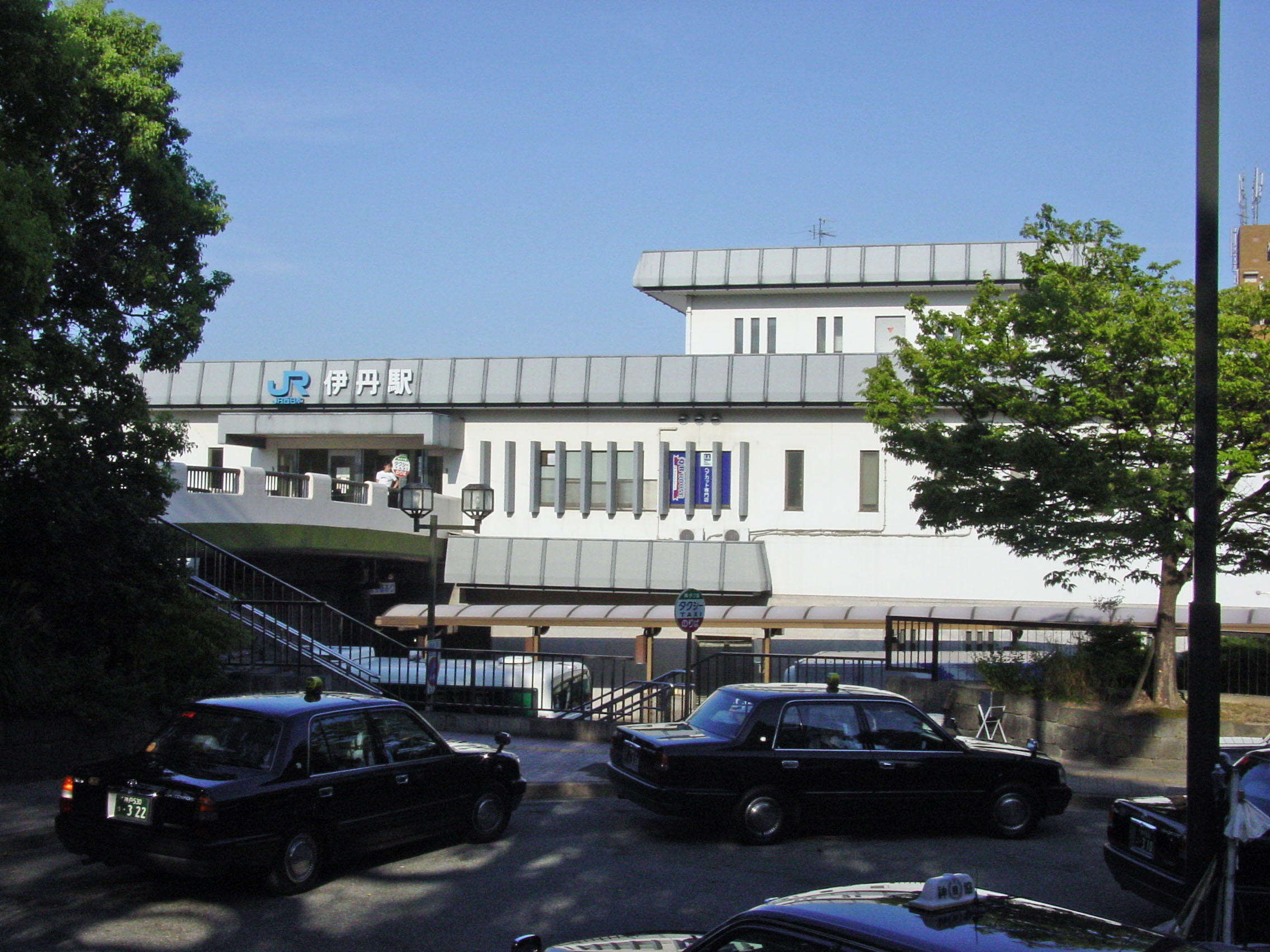
JR伊丹車站
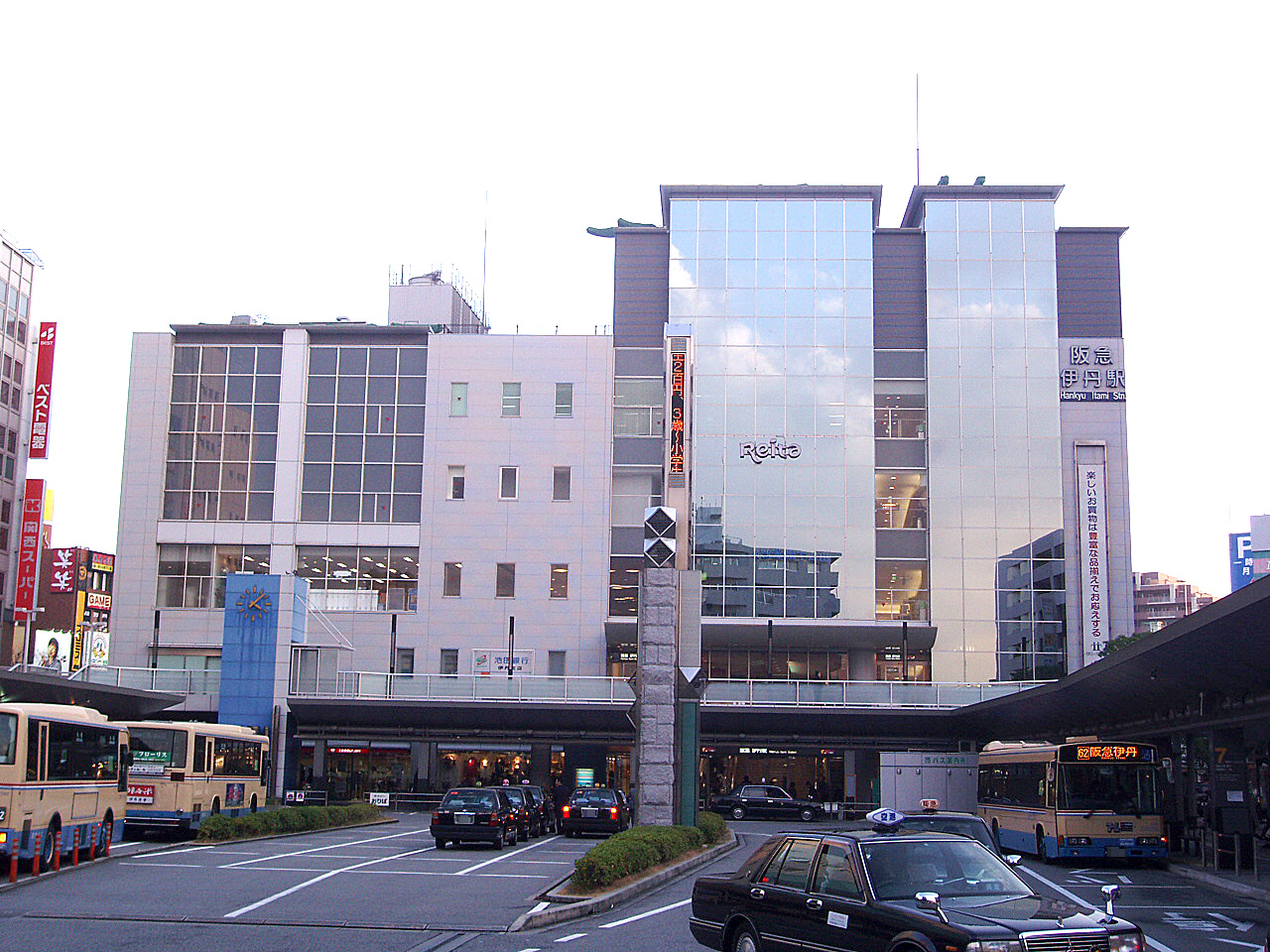
阪急伊丹車站
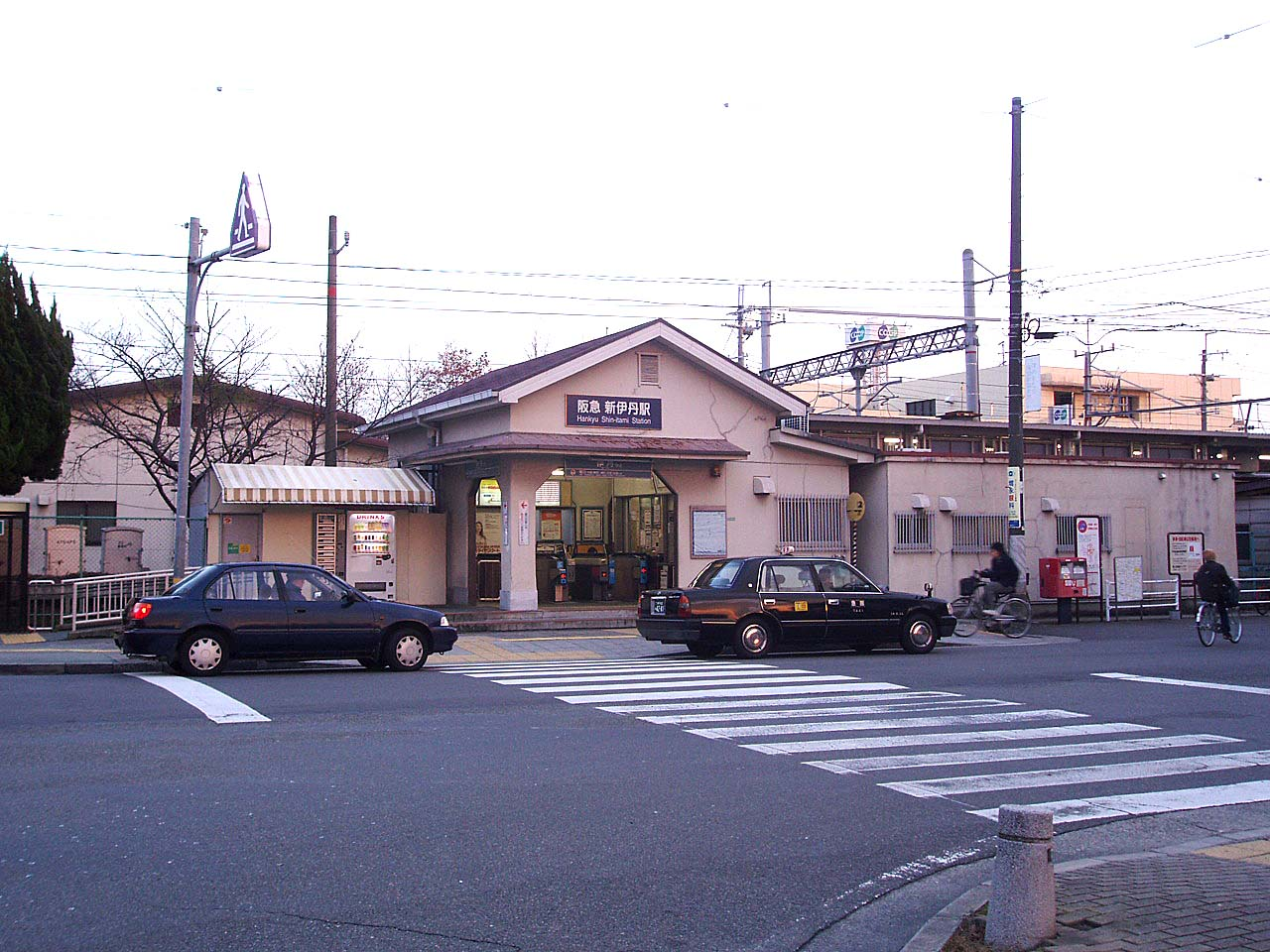
阪急新伊丹車站
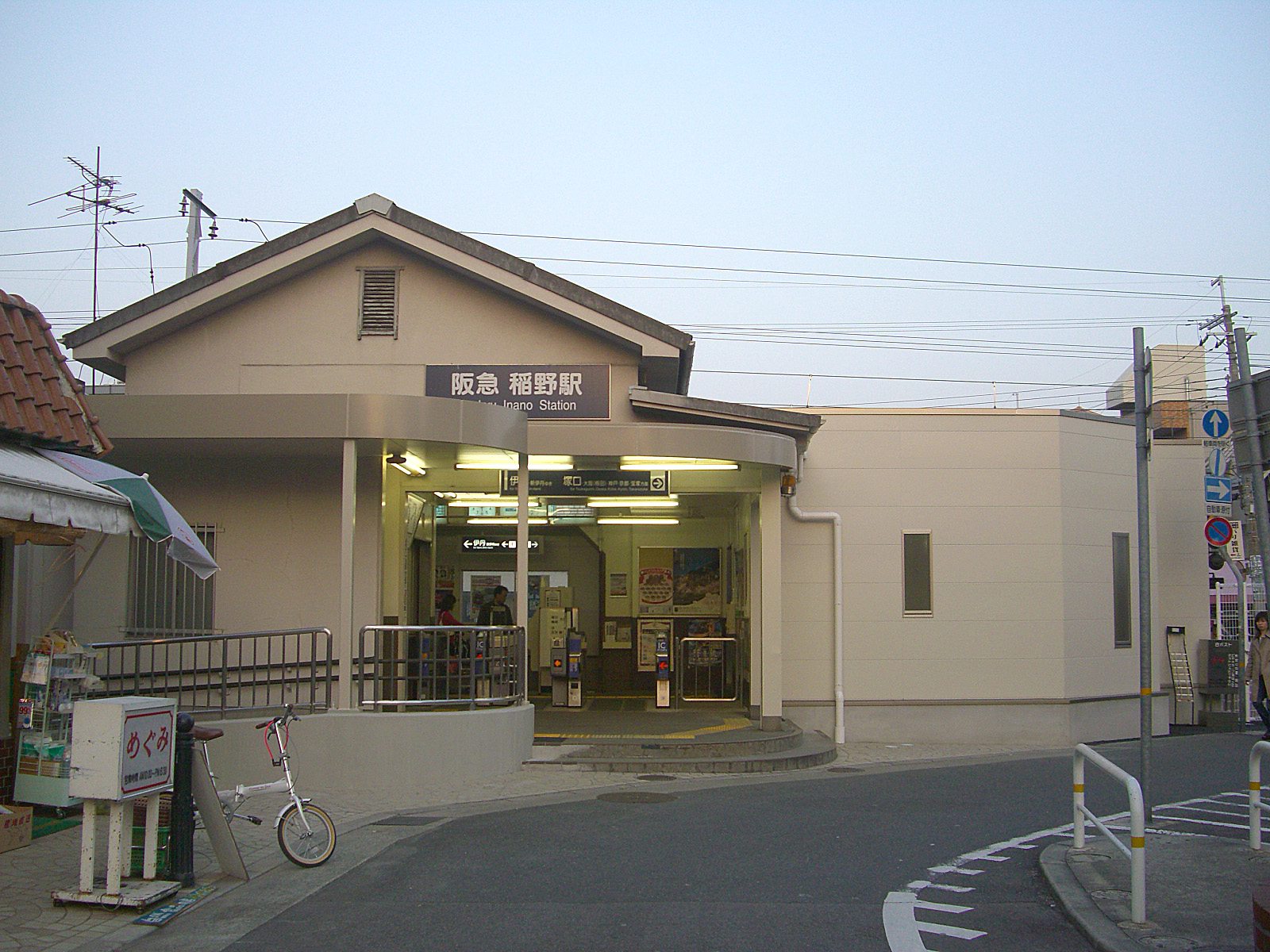
阪急稻野車站

### 公路
高速道路
- 中國自動車道：（寶塚市） - （通過轄區內，但未設有交流道） - （寶塚市）
距離最近的交流道為寶塚交流道、中國池田交流道（日语：中国池田インターチェンジ）、中國豐中交流道（日语：中国豊中インターチェンジ）。
- 名神高速道路：
由南方約1公里處通過，距離最近的交流道為尼崎交流道、豐中交流道（日语：豊中インターチェンジ）
- 阪神高速11號池田線：（池田市） - （通過轄區內，但未設有交流道） - （池田市）
距離最近的交流道為大阪機場出入口（日语：大阪空港出入口）、豐中北出入口（日语：豊中北出入口）

國道
- 國道171號（日语：国道171号）、國道176號（日语：国道176号）

## 觀光資源

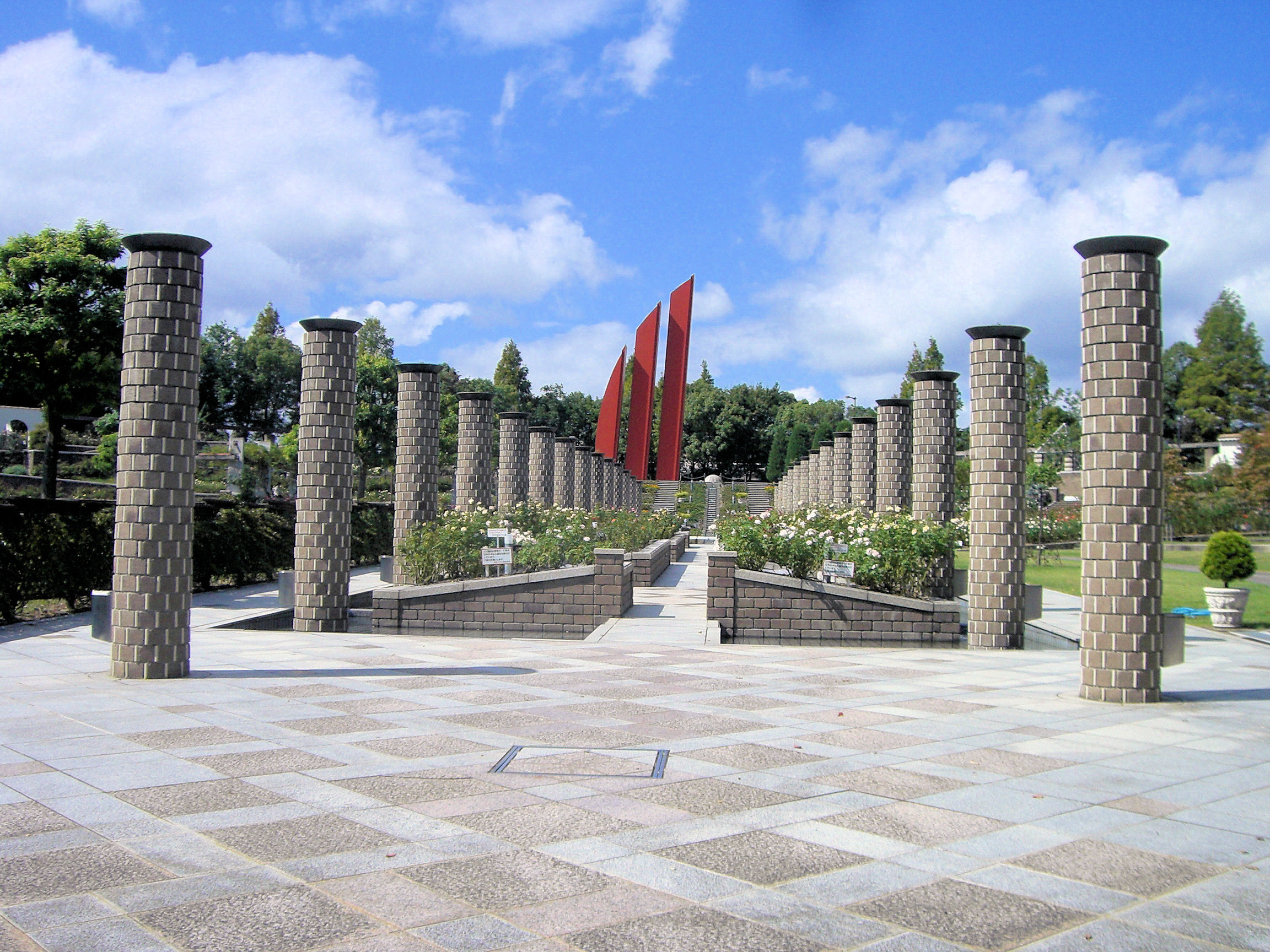
荒牧薔薇公園

- 伊丹城遺址
- 伊丹市昆蟲館（日语：伊丹市昆虫館）
- 荒牧薔薇公園（日语：荒牧バラ公園）
- 鴻臚館（日语：鴻臚館 (伊丹市)）
- 伊丹市立博物館（日语：伊丹市立博物館）
- 御願塚古墳（日语：御願塚古墳）

## 教育
大學
- 大手前大學（伊丹校區）

## 姊妹、友好都市

### 日本
- 大村市（長崎縣）
- 飯南町（島根縣飯石郡）
- 常滑市（愛知縣）

### 海外
- 哈瑟爾特（比利时弗拉芒大區林堡省）
- 佛山市（中國廣東省）

### 本地出身之名人
- 有村架純：演員
- 石末龍治：足球選手
- 上村愛子：自由式滑雪選手
- 奥井雅美：歌手
- 北川博敏：棒球選手
- 木下百花：NMB48成員
- 木山隆之：足球選手
- 坂本勇人：棒球選手
- 杉本美香：柔道選手
- 田中将大：棒球選手
- 中島裕之：棒球選手
- 米本拓司：足球選手

## 外部連結
- （日語） 伊丹市的介紹 （页面存档备份，存于）
- （日語） 伊丹市廣報課的Facebook專頁
- （日語） 伊丹市廣報課的X（前Twitter）
- （日語） YouTube上的伊丹市廣報課頻道